# Jugoslavija na Svetovnem prvenstvu v hokeju na ledu 1970
Jugoslavija je na Svetovnem prvenstvu v hokeju na ledu 1970 B, ki je potekalo med 24. februarjem in 5. marcem 1970 v Romuniji, s tremi zmagami, remijem in tremi porazi osvojila četrto mesto.

## Tekme
| 24. februar 1970 | Jugoslavija | 3–6 | Zahodna Nemčija | Bukarešta |

| Poročilo tekme | Poročilo tekme | Poročilo tekme | Poročilo tekme | Poročilo tekme |
| -------------- | -------------- | -------------- | -------------- | -------------- |
|                |                | (1:1,1:2,1:3)  |                |                |

| 26. februar 1970 | Romunija | 4–3 | Jugoslavija | Bukarešta |

| Poročilo tekme | Poročilo tekme | Poročilo tekme | Poročilo tekme | Poročilo tekme |
| -------------- | -------------- | -------------- | -------------- | -------------- |
|                |                | (0:0,1:1,3:2)  |                |                |

| 27. februar 1970 | ZDA | 5–1 | Jugoslavija | Bukarešta |

| Poročilo tekme | Poročilo tekme | Poročilo tekme | Poročilo tekme | Poročilo tekme |
| -------------- | -------------- | -------------- | -------------- | -------------- |
|                |                | (2:0,1:1,2:0)  |                |                |

| 1. marec 1970 | Jugoslavija | 3–3 | Norveška | Bukarešta |

| Poročilo tekme | Poročilo tekme | Poročilo tekme | Poročilo tekme | Poročilo tekme |
| -------------- | -------------- | -------------- | -------------- | -------------- |
|                |                | (2:0,0:1,1:2)  |                |                |

| 2. marec 1970 | Jugoslavija | 6–3 | Švica | Bukarešta |

| Poročilo tekme | Poročilo tekme | Poročilo tekme | Poročilo tekme | Poročilo tekme |
| -------------- | -------------- | -------------- | -------------- | -------------- |
|                |                | (2:0,2:2,2:1)  |                |                |

| 4. marec 1970 | Jugoslavija | 6–0 | Bolgarija | Bukarešta |

| Poročilo tekme | Poročilo tekme | Poročilo tekme | Poročilo tekme | Poročilo tekme |
| -------------- | -------------- | -------------- | -------------- | -------------- |
|                |                | (1:0,5:0,0:0)  |                |                |

| 5. marec 1970 | Jugoslavija | 8–2 | Japonska | Bukarešta |

| Poročilo tekme | Poročilo tekme | Poročilo tekme | Poročilo tekme | Poročilo tekme |
| -------------- | -------------- | -------------- | -------------- | -------------- |
|                |                | (6:1,2:0,0:1)  |                |                |